# Purépecha (Sprache)

Verbreitung von Purépecha im mexikanischen Bundesstaat Michoacán

Purépecha (auch Taraskisch) ist eine isolierte indigene Sprache in Nordamerika, die fast ausschließlich von Angehörigen des gleichnamigen Volks gesprochen wird. Es ist hauptsächlich im mexikanischen Bundesstaat Michoacán verbreitet und hat (Stand 2020) etwa 142.000 Sprecher. Es gibt zwei Hauptdialekte, die sich recht stark voneinander unterscheiden. Bei Ankunft der Spanier in Mexiko war es die Sprache des Taraskenreichs. Seit 2003 ist Purépecha eine Nationalsprache in Mexiko.
Typologisch handelt es sich um eine stark agglutinierende Sprache mit einer reichen Verbalmorphologie, insbesondere einer reichen Derivationsmorphologie und zahlreichen Diathesen, sowie Kasusmarkierung am Nomen. Es liegt ein akkusativisches Alignment mit differenzieller Objektmarkierung vor. Die Grundwortstellung ist Subjekt-Verb-Objekt. Die Sprache unterscheidet sich in einigen Eigenschaften von mesoamerikanischen Sprachen und wird daher, obwohl das Volk der Purépecha zum Kulturareal Mesoamerika gerechnet wird, von einigen Wissenschaftlern nicht als Teil des mesoamerikanischen Sprachbunds angesehen.

## Name
Für die Sprache sind zwei unterschiedliche Bezeichnungen gebräuchlich: Purépecha bzw. orthographische oder regionale Varianten dieses Namens (Purepecha, P'urhépecha, Phurhepecha, Phorhé, Phorhépecha), und Taraskisch (bzw. Spanisch Tarasco). Purépecha ist eine Eigenbezeichnung, die möglicherweise 'Person, die innen ist' bedeutet. Die Herkunft der Fremdbezeichnung Taraskisch ist nicht vollständig klar. Dem Franziskaner Martín de la Coruña zufolge nutzten die Purépecha das Wort tarascué 'Verwandter, Schwager' zuerst, um die Spanier zu verspotten, die dieses Wort jedoch als Bezeichnung auf das Volk und die Sprache übertrugen. Die Sprecher empfinden die Bezeichnung Taraskisch als abwertend. Während die Sprache in der älteren Literatur gewöhnlich Taraskisch genannt wurde, wird heute daher meist die Bezeichnung Purépecha bevorzugt, auch wenn der Name Taraskisch weiterhin verwendet wird.

## Verbreitung

### Verbreitung und soziolinguistische Situation
Die meisten Sprecher (insgesamt ca. 70 %) leben in vier nah beieinander liegenden Regionen im mexikanischen Bundesstaat Michoacán: im Verwaltungsbezirk Zacapu (ca. 5 % der Sprecher in Michoacán), in der Region um und auf den Inseln im Pátzcuaro-See (ca. 18 % der Sprecher in Michoacán), in einem Tal im Verwaltungsbezirk Chilchota (ca. 15 % der Sprecher in Michoacán) und im Hochland im Westen des Bundesstaats (ca. 62 % der Sprecher in Michoacán). Daneben gibt es mittlerweile auch Sprecher in anderen Teilen Mexikos (insbesondere in Mexiko-Stadt) sowie in den Vereinigten Staaten (insgesamt etwa 30 % aller Sprecher). Die meisten Sprecher leben in Dörfern bzw. kleinen Städten mit weniger als 5000 Einwohnern.

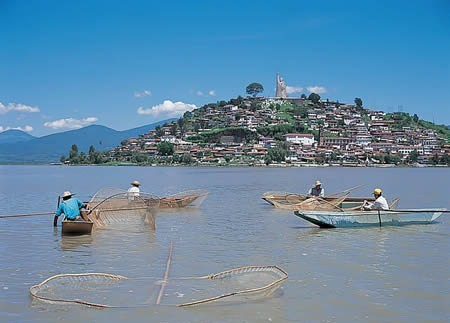
Pátzcuaro-See

Die Gesamtsprecherzahl beträgt nach dem mexikanischen Zensus von 2020 142.459, von denen etwa 73.000 (51 %) Frauen und 69.000 (49 %) Männer sind. Etwa 10 % der Sprecher sind monolingual. Die Sprecherzahl ist in den vergangenen Jahrzehnten angestiegen: Anfang der 1970er Jahre soll es nur etwa 50.000 Sprecher gegeben haben, während der Zensus von 2000 schon etwa 121.000 Sprecher ergab. Nichtsdestotrotz wird Purépecha von der UNESCO als vulnerabel und von dem Endangered Languages Project als bedroht eingestuft. Im Vergleich mit den 1970er Jahren ist der Anteil monolingualer Sprecher deutlich gesunken, und Kinder sprechen selbst im familiären Umfeld zunehmend Spanisch. Im Westen des Sprachgebiets (im Hochland) ist Purépecha vitaler als im Osten.

### Varietäten
Es gibt zwei Hauptvarietäten: eine östliche Varietät, die in Zacapu und um den Pátzcuaro-See gesprochen wird; und eine westliche Varietät, die in dem Tal in Chilchota sowie im Hochland gesprochen wird. Ethnologue und Glottolog klassifizieren die beiden Varietäten als jeweils eigenständige Sprachen, die Purepecha (östliche Varietät) und Westliches Hochland-Purepecha (westliche Varietät) genannt werden. Purépecha bzw. Taraskisch wäre demnach keine Einzelsprache, sondern eine kleine Sprachfamilie aus zwei Sprachen. Allerdings wird Purépecha weiterhin von vielen Linguisten als Einzelsprache statt als Sprachfamilie beschrieben und die östliche und die westliche Varietät daher als Dialekte und nicht als eigenständige Sprachen verstanden.

## Geschichte

Pyramide in Tzintzuntzan, der Hauptstadt des Taraskenreichs

In vorspanischer Zeit war Purépecha die Sprache des Taraskenreichs, des zweitgrößten Reichs Mesoamerikas (nach dem Aztekenreich) in der Späten Postklassik. Da keine vorspanischen Dokumente erhalten sind, ist unklar, ob die Tarasken wie andere mesoamerikanische Kulturen eine Schrift verwendeten. Möglicherweise nutzten sie ähnlich wie die Azteken ein piktographisches Schriftsystem, in dem Konzepte unmittelbar und unabhängig von der Lautform des entsprechenden Wortes schriftlich dargestellt wurden. Dass sie wie die Maya und in rudimentärer Form auch die Azteken ein glottographisches Schriftsystem hatten, in dem Konzepte mittelbar durch die Schreibung der Lautform des Wortes ausgedrückt wurden, ist unwahrscheinlich.

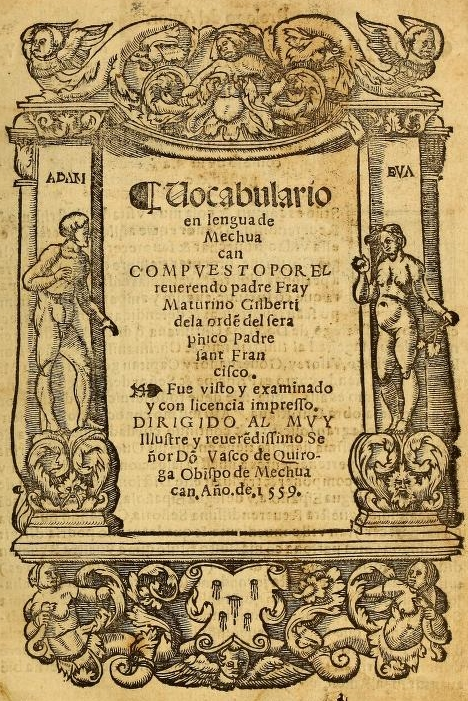
Frühes Wörterbuch von Maturino Gilberti

Nach der Eingliederung des Taraskenreichs in das Spanische Kolonialreich ab 1521 wurde das lateinische Alphabet eingeführt und an das Phoneminventar der Sprache adaptiert. Ab 1525 kamen die Franziskaner in das Gebiet und begannen mit der Beschreibung des Purépecha. Als Hilfsmittel bei der Bekehrung der Purépecha-Sprecher zum christlichen Glauben verfassten sie Grammatiken, Wörterbücher und christliche Texte. Die frühesten erhaltenen Grammatiken stammen von dem in Südfrankreich geborenen Maturino Gilberti (1558) und von Juan Baptista de Lagunas (1574), obwohl bereits Gilberti offenbar auf den Arbeiten früherer Missionare aufbauen konnte.
Gemeinsam mit den anderen indigenen Sprachen Mexikos wurde Purépecha 2003 in dem unter Präsident Vicente Fox Quesada erlassenen Ley General de Derechos Lingüísticos de los Pueblos Indígenas als mit dem Spanischen gleichberechtigte Nationalsprache Mexikos anerkannt.

## Phonologie und Orthographie

### Phonologie und Phonetik
Nach Auffassung der meisten Forscher hat Purépecha 22 Konsonantenphoneme. Die französische Linguistin Claudine Chamoreau zählt l, das meistens in spanischen Lehnwörtern gebraucht wird, als weiteres Phonem und geht daher von insgesamt 23 Konsonanten aus. Es besteht keine phonemische Unterscheidung zwischen stimmhaften und stimmlosen Konsonanten. Stattdessen gibt es zu jedem stimmlosen Verschlusslaut einen aspirierten Verschlusslaut.
|                            | Bilabial | Apiko-dental | Alveolar | Palatal | Velar | Labiovelar |
| -------------------------- | -------- | ------------ | -------- | ------- | ----- | ---------- |
| Verschlusslaut             | p        | t            | ts       | tʃ      | k     | kw         |
| Aspirierter Verschlusslaut | ph       | th           | tsh      | tʃh     | kh    | kwh        |
| Frikativ                   |          |              | s        | ʃ       | x     |            |
| Nasal                      | m        | n            |          |         | ŋ     |            |
| Flap                       |          | r            |          |         |       |            |
| Retroflex                  |          | ɽ            |          |         |       |            |
| Lateral                    |          | (l)          |          |         |       |            |
| Halbvokal                  | w        |              |          | j       |       |            |

Sowohl die aspirierten als auch die einfachen (nicht aspirierten) Verschlusslaute sowie der alveolare Frikativ /s/ haben phonetisch bedingte Allophone:
- Zwischen zwei Vokalen erfolgt bei aspirierten Verschlusslauten die Aspiration vor dem Verschluss (z. B. ph>hp/V_V). Zwischen einem Nasal und einem Vokal werden aspirierte Verschlusslaute deaspiriert (z. B. ph>p/N_V).
- Einfache Verschlusslaute und der alveolare Frikativ werden zwischen einem Nasal und einem Vokal stimmhaft (z. B. p>b/N_V).[1]

Purépecha hat sechs Vokalphoneme. Neben den sprachübergreifend häufigen Vokalen /i/, /e/, /a/, /o/ und /u/ hat es auch einen geschlossenen Zentralvokal /ɨ/.
|             | Vorderzungenvokal | Zentralvokal | Hinterzungenvokal |
| ----------- | ----------------- | ------------ | ----------------- |
| geschlossen | i                 | ɨ            | u                 |
| mittel      | e                 |              | o                 |
| offen       |                   | a            |                   |

Wortstämme enden im Purépecha gewöhnlich auf einem Vokal. Die Betonung fällt meist (allerdings nicht immer) auf den letzten Vokal des Stamms (z. B. kará „schreiben“) und ist bedeutungsunterscheidend (z. B. kará „schreiben“ vs. kára „fliegen“).

### Orthographie
Es existiert keine allgemein anerkannte Orthographie. Mehrere verschiedene Bildungsinstitute (z. B. das Instituto Nacional de Lenguas Indígenas oder das Secretaría de Educación Pública) haben jeweils eigene Alphabete für die Sprache entwickelt, deren Gebrauch jedoch weitgehend auf die jeweiligen Alumni beschränkt ist. Teilweise entwickeln Sprecher darüber hinaus eigene Grapheme, um Besonderheiten der in ihrer Kommune gesprochenen Sprachvarietät darzustellen. Wie bei anderen indigenen Sprachen in Mexiko basieren die Alphabete auf der (mittel)spanischen Orthographie. Das Phonem /ʃ/ wird darin durch das Graphem <x>, /x/ durch <j>, /j/ durch <y> und /tʃ/ durch <ch> wiedergegeben. Unterschiede zwischen den Alphabeten bestehen häufig in der Darstellung von Phonemen wie dem velaren Nasal /ŋ/ (als <ŋ>, <n> oder <nh>), die im Spanischen keine eigenständigen Phoneme sind, sowie in der Frage, ob die Sprache phonemisch oder phonetisch wiedergegeben werden soll (z. B. ob /ph/ zwischen Vokalen phonemisch als <pj> für /ph/ oder phonetisch als <jp> für [hp] geschrieben werden soll).

## Verben

### Verbstruktur
Purépecha ist eine stark agglutinierende Sprache, in der zahlreiche Suffixe an das Verb angefügt werden können, so dass jedes Verb gewöhnlich eine Vielzahl unterschiedlicher Morpheme enthält. Die Suffixe haben je nach ihrer Funktion eine festgelegte Position in Bezug auf die anderen Suffixe und den Verbstamm. Inklusive der Wurzel gibt es bis zu 13 verschiedene Positionen in einem Verb. Die folgende Tabelle stellt die Verbstruktur dar (die Beispiele stehen für sich allein und passen daher nicht notwendigerweise zueinander).
|                                    | 0      | +1                    | +2      | +3          | +4       | +5       | +6          | +7        | +8                      | +9     | +10           | +11      | +12                           |
| ---------------------------------- | ------ | --------------------- | ------- | ----------- | -------- | -------- | ----------- | --------- | ----------------------- | ------ | ------------- | -------- | ----------------------------- |
| Kategorie                          | Wurzel | Stammbildendes Suffix | Lokativ | Direktional | Kausativ | Diathese | Desiderativ | Adverbial | 3. Person Plural Objekt | Aspekt | Tempus        | Irrealis | Modus                         |
| Beispiel                           | mi     | -ta                   | -ru     | -pu         | -tara    | -na      | -ntʃa       | -khama    | -a                      | -ʃ     | -p            | -a       | -ti                           |
| Bedeutung / Funktion des Beispiels | öffnen | [verbabhängig]        | Straße  | zentripetal | Kausativ | Passiv   | wollen      | plötzlich | sie                     | Aorist | Vergangenheit | Irrealis | Assertiv (3. Person Singular) |

Aufgrund der komplexen Verbstruktur wird Purépecha teilweise auch als polysynthetische Sprache beschrieben. Im Gegensatz zu anderen polysynthetischen Sprachen gibt es allerdings keine Nominalinkorporation.

### Derivation
Ein charakteristisches Merkmal von Purépecha sind die Lokativsuffixe. Lokativsuffixe bezeichnen Orte (z. B. Straße, Haus), an denen ein Ereignis stattfindet (z. B. waʃa-khara-ʃ-ti „er saß im Haus“ von waʃa- „sitzen“), oder Teile von Körpern oder Objekten (z. B. Gesicht), an denen das Ereignis stattfindet bzw. die von dem Ereignis betroffen sind (z. B. xupa-naɽi-ʃa-p-ka=ri „du wuschst dein Gesicht“ von xupa- „waschen“). Je nach Dialekt gibt es zwischen 30 und 50 solcher Lokativsuffixe.
Neben den Lokativsuffixen gibt es auch zwei Direktionalsuffixe, die eine Richtung ausdrücken (z. B. -pu „(zu...hin) kommen“), zwei Desiderativsuffixe, die einen Wunsch / Willen ausdrücken (z. B. -ntʃa „wollen“), sowie fünf Adverbialsuffixe (z. B. -ma „schnell“).

### Diathesen
Im Purépecha gibt es zahlreiche Diathesen:
- Das Passiv wird mit dem Suffix -na gebildet (z. B. misitu atha-na-na-ʃ-ti „Die Katze wurde auf die Brust geschlagen.“). Das gleiche Suffix markiert auch ein unpersönliches Passiv.
- Das Reflexiv und das Medium werden mit dem Suffix -kuri markiert (z. B. míkwa mí-kuri-ʃ-ti „Die Tür schloss sich.“).
- Die reziproke Diathese wird mit dem Suffix -phera gebildet (z. B. xura-phera-ʃɨn-ti=kʃɨ „Sie trennen sich voneinander.“).
- Das Antipassiv wird durch das Suffix -pe gekennzeichnet (z. B. meja-pe-ʃɨn-ka khurunta „Ich bin ein Tamale-Verkäufer.“)
- Der Applikativ wird mit den Suffixen -tʃi (bei einem Objekt in der ersten/zweiten Person) und -ku (bei einem Objekt in der dritten Person) markiert (z. B. ʃɨpa-ku-a-ʃa-p-ka „Du warst dabei, sie zu bestehlen.“).
- Das Kausativ wird mit den Suffixen -ta, -ra oder -tara gebildet (z. B. té-ra-ʃ-ti itsɨ-ni „Er süßte das Wasser.“).[1][20]

Purépecha ist ein Beispiel für eine Sprache mit akkusativischem Alignment, die eine Antipassiv-Diathese aufweist, obwohl Antipassive meistens für Ergativsprachen beschrieben werden.

### Tempus, Aspekt, Modus
Finite Verben werden obligatorisch hinsichtlich Modus flektiert. Es gibt fünf verschiedene Modi: Assertiv (in Aussagesätzen), Interrogativ (in Fragesätzen), Imperativ (in Aufforderungssätzen), Exklamativ (in Ausrufen) und Subjunktiv (in Nebensätzen).
| Assertiv                             | Interrogativ  | Imperativ                   | Exklamativ | Subjunktiv |
| ------------------------------------ | ------------- | --------------------------- | ---------- | ---------- |
| -ka (1./2. Person) / -ti (3. Person) | -ki / -i / -ø | -ø (Singular) / -e (Plural) | -kha       | -ka        |

Im Assertiv, Interrogativ und Subjunktiv können Verben zusätzlich entweder in Bezug auf Tempus und Aspekt oder in Bezug auf die Kategorie Irrealis markiert werden, während im Imperativ und Exklamativ keine Tempus-/Aspekt- oder Irrealissuffixe gebraucht werden können. Es gibt zwei Tempora (Vergangenheit und Gegenwart), vier Aspekte (Aorist, Habitual, Progressiv und Kontinuativ) und zwei Irrealis-Formen (Irrealis und Konditional). In Nebensätzen werden teilweise andere Tempus- und Aspektmorpheme gebraucht als in Hauptsätzen.
| Aorist | Habitual | Progressiv | Kontinuativ |
| ------ | -------- | ---------- | ----------- |
| -ʃ     | -ʃɨn     | -ʃa        | -ʃam        |

| Vergangenheit | Gegenwart |
| ------------- | --------- |
| -p / -an      | -ø        |

| Irrealis | Konditional |
| -------- | ----------- |
| -a       | -pirin      |

### Person
Anders als in polysynthetischen Sprachen üblich gibt es im Purépecha nur eine eingeschränkte Personenmarkierung am Verb. Das Verb kann mit dem direkten Objekt in der dritten Person Plural kongruieren, indem das Suffix -a (in Position 8) verwendet wird. Allerdings ist diese Kongruenz auf die dritte Person Plural beschränkt und nicht obligatorisch. Ob das Suffix gebraucht wird, hängt von der Individuation des direkten Objekts ab: Wenn es sich um klar unterscheidbare Objekte handelt, wird -a gewöhnlich verwendet, andernfalls nicht.
Im assertiven Modus werden abhängig von der Person des Subjekts unterschiedliche Suffixe gebraucht: -ka bei einem Subjekt in der ersten oder zweiten Person und -ti bei einem Subjekt in der dritten Person. Davon abgesehen wird die Person des Subjekts jedoch meist nicht am Verb, sondern mit pronominalen Enklitika markiert. Diese Enklitika treten üblicherweise in der zweiten Position des Satzes auf (Wackernagelklitika) und werden nur sehr selten an das Verb angehängt. Daher markieren sie keine Kongruenz des Verbs mit den Subjekt.

## Nomina

### Personalpronomina
Unabhängige Personalpronomina werden nur zur Emphase oder für die Einführung eines neuen Referenten gebraucht. In den übrigen Kontexten werden „schwache“ enklitische Pronomina verwendet, die sich an ein anderes Wort „anlehnen“ müssen. Diese enklitischen Pronomina stehen fast immer in der zweiten Position des Satzes. Es gibt unterschiedliche enklitische Pronomina für das Subjekt und das Objekt.
|     | Unabhängige Personalpronomina  | Subjektklitika | Objektklitika   |
| --- | ------------------------------ | -------------- | --------------- |
| 1SG | xi                             | =ø / =ni       | =rini / =tshɨni |
| 2SG | thu                            | =ri            | =kini / =kʃɨni  |
| 3SG | i, inte, ima                   | =ø             | =ø              |
| 1PL | xutʃa                          | =tʃhe / =kʃɨ   | =tshɨni         |
| 2PL | tʃa                            | =tshɨ          | =kʃɨni          |
| 3PL | tsɨ, tsɨmi, tsɨma itʃa/ imetʃa | =kʃɨ           | =kʃɨni          |

### Kasus und Numerus
Purépecha hat sechs Kasus, die durch Suffixe markiert werden: Objektiv, Lokativ, Residential (Wohnort), Komitativ, Instrumental und Genitiv. Der Komitativ wird teilweise auch in instrumentaler und temporaler Funktion gebraucht, und der Instrumental kennzeichnet teilweise auch Ort, Zeit, Rezipient, Benefaktiv, Agens und Ursache. Der Objektiv-Kasus kennzeichnet in monotransitiven Sätzen das Patiens und in ditransitiven Sätzen sowohl das Thema als auch den Rezipienten. Allerdings ist der Gebrauch des Objektiv-Suffixes abhängig von den semantischen und diskurspragmatischen Eigenschaften (wie Belebtheit, Definitheit, Topikalität) des Patiens'/Themas/Rezipienten, d. h. unbelebte, indefinite und nicht topikalische Objekte bleiben gewöhnlich unmarkiert. Somit liegt differenzielle Objektmarkierung vor. Subjekte sowohl transitiver als auch intransitiver Verben (d. h. Nominativargumente) werden nie mit einem Suffix markiert. Da das Akkusativargument (Patiens eines monotransitiven Satzes) anders markiert wird als das Nominativargument (Agens eines monotransitiven Satzes bzw. Subjekt eines intransitiven Satzes), liegt wie im Deutschen ein Akkusativ-Alignment vor. In ditransitiven Sätzen besteht dagegen ein neutrales Alignment, da sowohl das Thema als auch der Rezipient mit dem Objektivkasus markiert werden.
| Kasus        | Suffix | Beispiel        | Bedeutung des Beispiels |
| ------------ | ------ | --------------- | ----------------------- |
| Objektiv     | -ni    | misitu-ni       | die Katze (Akkusativ)   |
| Lokativ      | -ɽu    | kámpu-ɽu        | auf dem Feld            |
| Residential  | -o     | tʃene-mpa-o     | in seinem Haus          |
| Komitativ    | -nkuni | tata-nkuni      | mit dem Vater           |
| Instrumental | -mpu   | itʃorita-mpu    | mit einem Kanu          |
| Genitiv      | -eri   | wámpa Maria-eri | Marias Ehemann          |

Der Plural kann durch das Suffix -tʃa (bzw. -itʃa oder -etʃa) gekennzeichnet werden (z. B. anatapu-etʃa „Bäume“). Auch der Gebrauch dieses Suffixes hängt von den semantischen Eigenschaften (vor allem Belebtheit) ab. Der Singular wird nicht durch ein spezielles Suffix gekennzeichnet. Es gibt keine Genus-Unterscheidung.
Gewöhnlich werden sowohl die Kasus- als auch die Numerussuffixe in einer Nominalphrase nur ein Mal (nämlich am Kopf am Ende der Phrase) gebraucht, d. h. Adjektive und andere Modifikatoren werden nicht (wie etwa im Lateinischen) zusätzlich zu dem Kopf der Nominalphrase in Bezug auf Kasus und Numerus flektiert. Allerdings scheint die Sprache in dieser Hinsicht einen Wandel zu durchlaufen, so dass die Kasussuffixe mittlerweile teilweise auch an Modifikatoren angehängt werden.

### Possession
Neben dem Genitiv kann Possession im Purépecha auch durch spezielle Possessivpronomina/-artikel und Possessivsuffixe angezeigt werden. Possessivartikel stehen gewöhnlich vor dem Possessum (z. B. xutʃi kawaju „mein Pferd“). Während Possessivartikel nicht auf Nomina bestimmter semantischer Klassen beschränkt sind, werden die Possessivsuffixe nur bei Verwandtschaftswörtern verwendet (z. B. ama-mpa „seine/ihre Mutter“). Einige dieser Verwandtschaftwörter (z. B. ama- „Mutter“) sind obligatorisch besessen, können also nicht außerhalb von Possessivkonstruktionen auftreten.
|     | Possessivpronomina/-artikel      | Possessivsuffixe |
| --- | -------------------------------- | ---------------- |
| 1SG | xutʃi                            | -ø               |
| 2SG | tʃi, thutʃi                      | -ti              |
| 3SG | iri, interi, imeri               | -mpa             |
| 1PL | xutʃari                          | -ø               |
| 2PL | tʃari                            | -ti              |
| 3PL | tsɨri, tsɨmeri itʃeri / imetʃeri | -mpa             |

### Nominalphrasen
Köpfe von Nominalphrasen können im Purépecha aus Nomina, Pronomina, Adjektiven, Demonstrativen, Zahlwörtern oder Quantifikatoren bestehen. Der Kopf der Nominalphrase (meist ein Nomen) kann wiederum u. a. durch Adjektive, Nomina, Possessiva, Demonstrativa, Quantifikatoren, Zahlwörter oder Relativsätze modifiziert werden. Im heutigen Purépecha kann der Modifikator sowohl vor als auch hinter dem Kopf stehen, allerdings gibt es je nach Modifikator bestimmte Tendenzen in Hinsicht auf dessen Position. Adjektive beispielsweise werden dem Kopf der Nominalphrase bevorzugt nachgestellt (z. B. ma tsíkata urápiti „eine weiße Henne“), während Quantifikatoren und Zahlwörter dem Kopf tendenziell vorangestellt werden (z. B. tsimáni atʃá-etʃa „zwei Herren“). Es gibt keine Artikel.

## Syntax

### Wortstellung
Die häufigste Wortstellung ist Subjekt-Verb in intransitiven Sätzen und Subjekt-Verb-Objekt in transitiven Sätzen. Zu Beginn der schriftlichen Aufzeichnung im 16. Jahrhundert war in transitiven Sätzen darüber hinaus Subjekt-Objekt-Verb recht häufig, ist in jüngerer Zeit aber – möglicherweise begünstigt durch den Kontakt mit Nahuatl und Spanisch – zugunsten der Wortstellung Subjekt-Verb-Objekt zurückgegangen.

### Komplexe Sätze
Sowohl Nominalphrasen als auch Verbalphrasen und ganze Teilsätze können mit der freien Konjunktion ka „und“ gleichwertig miteinander verbunden werden. Wie im Deutschen steht die Konjunktion zwischen den koordinierten Phrasen/Teilsätzen (z. B. xinkonikwa-o ka mimi-o „im Haus der Schwester und des Bruders“). Die Konjunktion ka kann adversativ und disjunktiv gebraucht werden, indem die Enklitika =ru 'dann' (ka=ru „aber“) bzw. =teru „anderer“ (ka=teru „oder“) an die Konjunktion angehängt werden. Allerdings werden für „aber“ und „oder“ heute zumeist die spanischen Lehnwörter pero und o verwendet.
Nebensätze zeichnen sich im Vergleich zu Hauptsätzen vor allem durch eine eingeschränkte Flexion des Verbs in Bezug auf Tempus, Aspekt, Modus und Irrealis aus. In finiten Nebensätzen wird obligatorisch der Subjunktiv-Modus (anstelle von Assertiv, Interrogativ, Imperativ oder Exklamativ in Hauptsätzen) gebraucht, der mit dem Suffix -ka markiert wird, und die Tempus-, Aspekt- und Irrealismorpheme unterscheiden sich von denen in Hauptsätzen. Finite Nebensätze werden durch Subjunktionen eingeleitet, die das gleiche Morphem -ka enthalten, das den Subjunktiv markiert (z. B. ximpo-ka „weil“).
In nicht-finiten Nebensätzen wird das Verb weder in Hinsicht auf das Tempus noch in Bezug auf den Aspekt, den Irrealis oder den Modus flektiert. Das Suffix -ni markiert die Verben als nicht-finit. Im Gegensatz zu finiten Nebensätzen entspricht das Subjekt nicht-finiter Nebensätze nahezu immer dem Subjekt des Hauptsatzes. Es gibt zwei unterschiedliche Arten von nicht-finiten Nebensätzen: Nebensätze in Teilsatzketten (chain-medial clauses) werden oft mit der Konjunktion ka eingeleitet und haben eine von dem Hauptsatz eigenständige Intonation. Diese Nebensätze zeigen eine Kontinuität der Referenten, Zeit und Ereignisstruktur aus dem vorangehenden Hauptsatz an (vereinfachend übersetzbar als und-Sätze). Nicht-finite Komplementsätze und Finalsätze werden dagegen gewöhnlich nicht durch eine Subjunktion eingeleitet und haben keine eigenständige Intonation. Somit sind Komplementsätze und Finalsätze stärker von dem Hauptsatz abhängig als Nebensätze in Teilsatzketten.

## Sprachbeispiel
Das folgende Sprachbeispiel ist der Anfang der Legende der Seelen, einer traditionellen Erzählung im Zusammenhang mit dem Totenglauben. Der vollständige Text wurde 1993 von Claudine Chamoreau gesammelt und 1997 veröffentlicht. Das Sprachbeispiel und die deutsche Übersetzung basieren auf Chamoreaus Veröffentlichung und spanischer Übersetzung. Der Text ist nicht in phonemischer, sondern in phonetischer Schreibung wiedergegeben.
Ánimitʃa
xaɽáʃti má atʃáti imáŋgi nó xakáhkuka kéʃki ánimitʃa xoŋgwáʃɨŋgakʃɨ. ká imá atʃáti tumína xatsíni. imá xatsíni jamíndambé tsíri ká trígu. imá niráʃapti ándʒikuɽini kámbuɽu ándʒikuɽiʃapti wáka ʃɨtʃáŋguni.
ká tsɨmá ánimitʃa njántani ká tsɨmá ánimitʃa wandápantani xaɽáni tsípipantani terékuɽipantánkʃɨ pirípantanikʃɨ. ká má waɽíti wepántani.
"Die Seelen
Es war einmal ein Mann, der nicht dachte, dass die Seelen zurückkehren. Und jener Mann hatte Geld. Er hatte alles, Mais und Korn. Er ging zum Arbeiten auf das Feld. Er pflegte mit den Ochsen zu arbeiten.
Schon kamen die Seelen. Die Seelen kamen zurück. Und jene Seelen sprachen, amüsierten sich, lachten, sangen viel. Und eine Frau weinte sehr."

## Verhältnis zum mesoamerikanischen Sprachbund
Obwohl Purépecha auf dem Gebiet des Kulturareals Mesoamerika gesprochen wird, ist seine Zugehörigkeit zum mesoamerikanischen Sprachbund umstritten. Der mesoamerikanische Sprachbund ist ein großer Sprachbund in Mesoamerika, dem die meisten in dieser Region gesprochenen Sprachen angehören (u. a. Nahuatl, die meisten Otomangue-Sprachen, Mixe-Zoque-Sprachen, Maya-Sprachen, Huave, Totonac-Tepehua-Sprachen). Nach der klassischen Beschreibung von Lyle Campbell, Terrence Kaufman und Thomas Smith-Stark zeichnet er sich vor allem durch die folgenden fünf Merkmale aus:
- Possession nach dem Muster [Possessivum-Possessum Possessor], etwa wie *sein Hund der Mann für „der Hund des Mannes“
- relationale Nomina (anstelle von Adpositionen/Kasus)
- bei Zahlwörtern ein Vigesimalsystem
- Grundwortstellung, bei der das Verb nicht am Satzende steht
- zahlreiche Lehnübersetzungen

Campbell, Kaufman und Smith-Stark sahen Purépecha als Teil dieses Sprachbunds an. Nach Claudine Chamoreau teilt Purépecha allerdings nur ein Merkmal mit dem Sprachbund, das Vigesimalsystem, das in dieser Region auch jenseits des Sprachbunds verbreitet ist. Statt Possessiva und relationalen Nomina werden hauptsächlich Kasus (Genitiv bzw. Lokativ) gebraucht, und Purépecha teilt nur eine geringe Anzahl (zwei) von Lehnübersetzungen mit dem mesoamerikanischen Sprachbund. Auch wenn die häufigste Wortstellung mittlerweile Subjekt-Verb-Objekt ist, konkurrierte diese Wortstellung im 16. Jahrhundert mit Subjekt-Objekt-Verb, und Purépecha weist noch andere Merkmale von Sprachen mit Verbendstellung auf. Daher hält Chamoreau es nicht für einen Teil des Sprachbunds.

## Entfernte Sprachverwandtschaft
Nach derzeitigem Kenntnisstand ist Purépecha eine isolierte Sprache, d. h. es ist keine andere Sprache bekannt, mit der es gesichert verwandt ist. Nichtsdestotrotz sind zahlreiche indigene Sprachen Amerikas als mögliche entfernte Verwandte vorgeschlagen worden:
- Hyacinthe de Charencey schlug 1883 eine Verbindung zu Totonakisch und zu den Otomangue-Sprachen Pirinda, Mixtekisch und Otomí vor.[27]
- Francisco Belmar schlug zu Beginn des 20. Jahrhunderts in mehreren Arbeiten eine Verbindung zu verschiedenen Otomangue-Sprachen (u. a. Mixtekisch, Zapotekisch, Otomí) vor.[28]
- Morris Swadesh klassifizierte Purépecha 1956 als Teil der Penuti-Sprachen, eine vermeintliche Makro-Sprachfamilie, die viele Sprachen Nord- und teilweise auch Südamerikas (u. a. Maya-Sprachen, Totonakisch, Huave, Tsimshian), allerdings nicht die Otomangue-Sprachen umfassen sollte. Von den Penuti-Sprachen ist Purépecha nach Swadesh am engsten mit Zuñi und Quechua/Aymara verwandt.[29] In späteren Arbeiten beschäftigte Swadesh sich eingehend mit einer möglichen Verwandtschaft zu Quechua, Zuñi und den Maya-Sprachen.[28]
- Joseph Greenberg ordnete Purépecha 1987 der Chibcha-Paez-Gruppe seiner vermeintlichen amerindischen Makro-Sprachfamilie zu. Neben Purépecha umfasst die Chibcha-Paez-Gruppe nach Greenberg auch nordamerikanische Sprachen (u. a. Timucua), zentralamerikanische Sprachen (u. a. die Chibcha-Sprachen, Lenca und Xinka), und südamerikanische Sprachen (u. a. Warao und die Yanomam-Sprachen).[30]

Auch wenn Swadeshs und insbesondere Greenbergs Arbeiten vergleichsweise umfangreich rezipiert wurden, ist keiner der Vorschläge allgemein akzeptiert.